# Jean-François Roverato
Jean-François Roverato, né le 10 septembre 1944 à Dijon (Côte-d'Or), est de 1992 à septembre 2012, le PDG du groupe Eiffage, le cinquième groupe européen de la construction et des concessions. En 2008, il était le 35e patron le mieux payé de France avec 1,6 M€.

## Formation et diplômes
- Lycée Carnot à Dijon.
- Baccalauréat A'.
- Ancien élève de l'École Polytechnique (X 64)
- Ingénieur de l'École nationale des ponts et chaussées (ENPC 69).

## Carrière
- Ingénieur des ponts et chaussées à la Direction de la Construction du Ministère de l'Équipement (1969-72),
- Conseiller Technique au Cabinet de Robert-André Vivien (Secrétaire d'État au Logement) (1971-72),
- Directeur de l'Office public d'H.L.M. du Val-de-Marne (1972-74)
- Directeur à l'Entreprise Guiraudie et Auffève (1975)

Au sein du groupe Fougerolle devenu (1993) EIFFAGE : 
- Directeur (1975),
- Directeur Général (1980) de Fougerolle Construction,
- Directeur Général (1982) de Fougerolle France,
- Directeur Général (1984) de Fougerolle International,
- Directeur Général (1985-2007),
- Président Directeur Général (1987-2007),
- Président (depuis 2007-2012),

- Président Directeur Général (depuis 2006) d'Autoroutes Paris-Rhin-Rhône (APRR),
- Président (depuis 2006) d'AREA,
- Président de l'ASFA jusqu'au 21 juin 2012,
- Président du Conseil d'administration de l'École Nationale des Ponts et Chaussées (depuis 2006),
- Président du Conseil d'administration de l'Établissement public de la porte Dorée – Cité nationale de l'histoire de l'immigration (depuis 2007).

En avril 2007, il alimente la polémique sur les parachutes dorés des grands dirigeants d'entreprise par l'obtention de 195 000 actions gratuites dont il bénéficia peu avant son départ de la direction opérationnelle. Les actions gratuites étaient attribuées en remplacement de stock options dont le PDG n'a jamais bénéficié pendant 18 ans.
Il préside l'Association des sociétés françaises d'autoroutes jusqu'en 2012.

## Décoration
- Commandeur de la Légion d'honneur[4]
- Commandeur de l'ordre des Arts et des Lettres (2009)[5]